# Distrito de Yuracyacu
El distrito peruano de Yuracyacu es uno de los nueve que conforman la provincia de Rioja, ubicada en el departamento de San Martín, perteneciente a la Región San Martín.

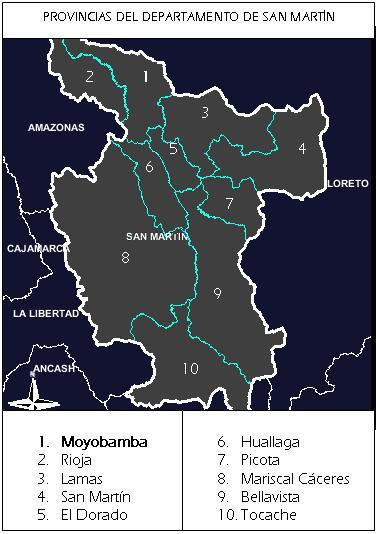
División política del Departamento de San Martín.

Desde el punto de vista jerárquico de la Iglesia católica forma parte de la  Prelatura de Moyobamba, sufragánea de la Metropolitana de Trujillo y  encomendada por la Santa Sede a la Archidiócesis de Toledo en España.

## Geografía
Limita sur con el Distrito de Nueva Cajamarca.
La capital se encuentra situada a 814.00 m s. n. m., y es el poblado de Yuracyacu.

## Economía
Es uno de los distritos con mayor densidad poblacional, posee varias reservas comunales, y la capital distrital se divide en zona urbana y zona de puerto, que la une con la ribera izquierda del Río Mayo.
La economía dl distrito se basa en el comercio con las zonas aledañas, además de ser puerta de acceso a numerosos pueblos agrícolas, el movimiento de tránsito con las vecinas Pósic, Rioja, Domingo Puesto, y Valle de la Conquista es enorme. EL distrito posee muchos aserraderos, aunque la industria forestal ha disminuido, la producción de alimentos se basa sobre todo en frutales, maní, tubérculos, vegetales diversos, plátanos y soya. Se caracteriza por ser un valle agrícola especialmente el cultivo del arroz, pese al poco apoyo y abandono a los agricultores por el gobierno.
Cabe mencionar además que este distrito no progresa más hasta ahora ya que por temas políticos e interés propios se desvió la carretera marginal hacia la ciudad de Rioja siendo este trazado inicialmente por el distrito de Yuracyacu.

## Población
El Distrito tiene 10 800 habitantes aproximadamente.
Actualmente se está volviendo viable el proyecto del asfaltado de la carretera Nueva Cajamarca, San Fernando y Yuracyacu.